# Agelas
Pour les articles homonymes, voir Agélas.
Genre
Synonymes
- Chalinopsis Schmidt, 1870
- Ectyon Gray, 1867
- Oroidea Gray, 1867
- Pachychalinopsis Schmidt, 1880
- Siphonochalinopsis Schmidt, 1880

Agelas est un genre d'animaux de l'embranchement des éponges (les sont éponges des animaux sans organes ou appareils bien définis).

## Liste d'espèces
Selon World Register of Marine Species (9 mai 2016) :
- Agelas axifera Hentschel, 1911
- Agelas bakusi Sim & Kim, 2014
- Agelas bispiculata Vacelet, Vasseur & Lévi, 1976
- Agelas braekmani Thomas, 1998
- Agelas carpenteri (Gray, 1867)
- Agelas cavernosa Thiele, 1903
- Agelas cerebrum Assmann, van Soest & Köck, 2001
- Agelas cervicornis (Schmidt, 1870)
- Agelas ceylonica Dendy, 1905
- Agelas citrina Gotera & Alcolado, 1987
- Agelas clathrodes (Schmidt, 1870)
- Agelas conifera (Schmidt, 1870)
- Agelas dendromorpha Lévi, 1993
- Agelas dilatata Duchassaing & Michelotti, 1864
- Agelas dispar Duchassaing & Michelotti, 1864
- Agelas fascicularis (Gray, 1867)
- Agelas flabelliformis (Carter, 1883)
- Agelas fragum Sim & Kim, 2014
- Agelas gracilis Whitelegge, 1897
- Agelas inaequalis Pulitzer-Finali, 1986
- Agelas incrustans Sim & Kim, 2014
- Agelas kosrae Sim & Kim, 2014
- Agelas linnaei De Voogd, Parra-Velandia & van Soest, 2008
- Agelas marmarica Lévi, 1958
- Agelas mauritiana (Carter, 1883)
- Agelas nakamurai Hoshino, 1985
- Agelas nemoechinata Hoshino, 1985
- Agelas novaecaledoniae Lévi & Lévi, 1983
- Agelas oroides (Schmidt, 1864)
- Agelas purpurea Sim & Kim, 2014
- Agelas repens Lehnert & van Soest, 1998
- Agelas robusta Pulitzer-Finali, 1982
- Agelas rudis Duchassaing & Michelotti, 1864
- Agelas sansibarica Perino & Pronzato, 2016
- Agelas sceptrum (Lamarck, 1815)
- Agelas schmidtii Wilson, 1902
- Agelas semiglaber Pulitzer-Finali, 1996
- Agelas sventres Lehnert & van Soest, 1996
- Agelas tubulata Lehnert & van Soest, 1996
- Agelas vansoesti Sim & Kim, 2014
- Agelas wiedenmayeri Alcolado, 1984